# Ca l'Ameller
Ca l'Ameller és una obra de Banyoles (Pla de l'Estany) protegida com a bé cultural d'interès local.

## Descripció
Gran casal format actualment per tres cossos i una gran terrassa que s'estén a tot el llarg del primer pis de la façana oest. Tots tres cossos tenen la coberta de teula àrab a dues vessants, un altre cos, situat a l'est posterior als tres esmentats presenta coberta de teula a una sola vessant. Es desenvolupa en planta baixa i pis excepte el cos central, que presenta una tercera planta amb tres badius que corresponen a les típiques golfes. La majoria d'obertures són emmarcades amb carreus de pedra a la façana sud. La llinda del portal d'entrada té la forma d'arc carpanell lleugerament rebaixat.

## Història
Casa pairal d'una notable família de tradició liberal que compta entre els seus avantpassats figures de gran relleu polític i militar. Entre els seus murs es poden observar restes de l'antic mas d'en Peraseca (segle XIII) i sobretot de les reformes posteriors de finals del segle xviii, que fou adquirida l'any 1765 per Francesc Ameller. Les reformes efectuades als segles xix i xx es deuen als atacs napoleònics del 1809 i d'unes partides navarreses el 1835 que la van deixar molt destrossada. De l'antiga casa, només en queda l'estructura d'un antic molí, el molí d'en Peraseca. Segons el propietari es tenen notícies d'aquest molí des de l'època medieval.
A la finca es practicà el monocultiu destinat a la fabricació de teles amb indústria pròpia.